# Liga Națională de hochei 2018-2019
Sezonul Ligii Naționale 2018-2019 a fost cel de-al șaizeci și nouălea sezon al Ligii Naționale de hochei. Liga a constat dintr-o singură divizie cu 7 echipe. La sfârșitul sezonului, conform clasamentului, s-au calificat în semifinale primele patru echipe. Echipele calificate în semifinale au jucat în sistem play-off „cel mai bun din cinci meciuri” după formula Semifinala 1 (1 cu 4), Semifinala 2 (2 cu 3).
Echipele calificate în Finala Mare au jucat în sistem play-off „cel mai bun din șapte meciuri”, iar echipele învinse în Finala Mică în sistem play-off „cel mai bun din cinci meciuri”. 
Campioana sezonului anterior a fost HSC Csikszereda.

## Echipele sezonului 2018-2019
| Club                         |
| ---------------------------- |
| CSA Steaua Rangers           |
| HSC Csikszereda              |
| Progym Gheorgheni            |
| Corona Brașov                |
| Dunărea Galați               |
| Sportul Studențesc București |
| CSHC Marton Aron Sândominic  |

## Patinoare
| Echipă                                              | Patinoarul                     | Oraș           | Capacitate |
| --------------------------------------------------- | ------------------------------ | -------------- | ---------- |
| CSM Steaua Rangers, CS Sportul Studențesc București | Cârța                          | București      | 1.000      |
| SC Miercurea Ciuc                                   | Vákár Lajos                    | Miercurea Ciuc | 4.000      |
| ASC Corona 2010 Brașov,                             | Brașov                         | Brașov         | 2.000      |
| CS Progym Gheorgheni                                | Gyergyószentmiklósi Műjégpálya | Gheorgheni     | 1.480      |
| CSM Dunărea Galați                                  | Galați                         | Galați         | 5.000      |
| CSHC Marton Aron Sândominic                         | Cârța                          | Sândominic     | 1.000      |